# El Progreso, Las Margaritas
El Progreso är en ort i Mexiko.   Den ligger i kommunen Las Margaritas och delstaten Chiapas, i den sydöstra delen av landet, 800 km öster om huvudstaden Mexico City. El Progreso ligger 1 491 meter över havet och antalet invånare är 1 007.
Terrängen runt El Progreso är platt åt sydväst, men åt nordost är den kuperad. Runt El Progreso är det ganska tätbefolkat, med 54 invånare per kvadratkilometer. Närmaste större samhälle är Las Margaritas, 5,9 km väster om El Progreso. I omgivningarna runt El Progreso växer huvudsakligen savannskog.